# Damien Marchessault
Damien Marchessault (ur. 1 kwietnia 1814, zm. 20 stycznia 1868) – 
amerykański polityk, 7. burmistrz Los Angeles.
Przed przybyciem do Los Angeles był szulerem w Nowym Orleanie. Pełnił urząd burmistrza w latach 1859-1860 i 1861-1865, na krótki okres sprawował ten urząd także w trakcie kadencji Cristobala Aguilara.
W latach 1866–1867 okresie późniejszym jako Water Overseer zarządzał zasobami wodnymi hrabstwa. Na jego polecenie w Los Angeles ułożono kanalizację z drewnianych rur, które pękły zalewając ulice miasta.
Z powodu długów 20 stycznia 1868 popełnił samobójstwo w ratuszu miejskim.